# Lieke Rogge
Lieke Rogge (Zaanstad, 30 de novembro de 2000) é uma jogadora de polo aquático neerlandesa.

## Carreira
Lieke Rogge concluiu seus estudos de fisioterapia na Universidade de Ciências Aplicadas de Amsterdã em 2022 e, além do pólo aquático, trabalha como fisioterapeuta em um consultório em Wormerveer. Lieke Rogge é irmã do internacional de pólo aquático Bente Rogge.
Rogge joga pelo ZV De Zaan novamente desde 2019. Ela já jogou pelo time universitário americano Arizona Sun Devils (ASU) e De Zaan. Com De Zaan conquistou a tripla em 2023: o título nacional, a Copa KNZB e a Supertaça.
Rogge fez sua estreia pela seleção holandesa em abril de 2023, em uma partida da Copa do Mundo contra a Grécia. Ela também fez parte do elenco que conquistou a prata na Super Final da Copa do Mundo de 2023. No mesmo ano, seguiu-se seu primeiro grande torneio internacional, o Campeonato Mundial de 2023 em Fukuoka, onde conquistou o ouro com a seleção holandesa.
Nos Jogos Olímpicos de Verão de 2024, em Paris, conquistou a medalha de bronze no torneio feminino do polo aquático, após vencer confronto contra a equipe dos Estados Unidos por 11–10 na disputa pelo terceiro lugar.